# 北國花火
北國花火（ほっこくはなび）は、石川県の地方紙・北國新聞の主催する同県内における花火大会のシリーズである。

## 大会一覧
- 7月中旬：七尾市府中ふ頭
- 7月中 - 下旬：珠洲市飯田港
- 7月中 - 下旬：内灘町総合グラウンド
- 7月中 - 下旬：穴水町穴水港
- 7月下旬：金沢市大豆田本町の犀川緑地周辺
- 8月上旬：川北町手取川河川敷（北國大花火川北大会参照）
- 8月下旬：加賀市動橋地区冠橋付近
- 9月中旬：金沢市扇台小学校西側付近